# Эбдон, Питер
Пи́тер Э́бдон (англ. Peter Ebdon; род. 27 августа 1970, Ислингтон, Большой Лондон) — английский профессиональный игрок в снукер.
Чемпион мира 2002 года, финалист 1996 и 2006 годов; победитель 12 других профессиональных турниров. Кроме того, с 1994 по 2010 он стабильно входил в Топ-16 мирового рейтинга. Все эти достижения позволяют отнести его к числу самых титулованных и успешных снукеристов начала XXI века. За свой основательный подход к игре и твёрдый характер Эбдон получил прозвище «Сила».
Официально завершил карьеру в 2020 году.
Член Зала славы снукера с 2013 года.

## Биография и карьера

### Биография
Питер Эбдон родился в 1970 году в городке Кеттеринг (недалеко от Лондона). Его отец работал в крикет-клубе графства Суррея, а сам Питер выступал за свою школу — Highbury Grove School (англ.) на соревнованиях по этой игре — но это было ещё до того, как он стал заниматься снукером. Также Питер изучал латинский и древнегреческий языки (хотя в итоге не стал сдавать экзамены по этим предметам) и увлекался классической музыкой (в частности, играл на гобое).
Питер впервые увидел игру в снукер по телевидению в возрасте 8 лет и наблюдал за матчем, в котором Терри Гриффитс стал чемпионом мира. Сам он начал играть в 14 лет, что довольно поздно для этой игры, но уже вскоре стал членом клуба Кингс Кросс. Уже в 15 с половиной Эбдон окончательно решил начать свою карьеру снукериста и отказался от дальнейшего школьного образования, о чём заявил родителям. Позже в одном из интервью он сказал: «Как отца, меня бы не порадовало, если бы кто-то из моих детей принял такое же решение, как я когда-то. Сейчас я понимаю, через что тогда заставил пройти своих родителей и почему они протестовали. И всё же я знал, чего хочу и отдавал всего себя достижению вершин в избранной мною сфере».
Уже в начале своей любительской карьеры у Питера появился первый спонсор — Ник Меланаркитис, который оплачивал все его затраты, связанные с выступлением на различных соревнованиях, и, соответственно, получал свою долю от денег, заработанных Эбдоном за счёт побед на турнирах. С 17 до 19 лет Питер представлял Англию на всевозможных юниорских и любительских соревнованиях, а уже в 1991 году, после победы на чемпионате мира среди игроков до 21 года он начал свою профессиональную карьеру.
Ранее, в возрасте 18 лет Эбдон со своими родителями переехал из родного Кеттеринга в Веллингборо. В 1993 году он женился на уроженке Канады Деборе. Он имеет четырёх детей от этого брака: Кларисса (род. 1993), Тристана (1997), Итан (1998) и Руби Мэй (2000). С середины 1990-х Питер начал увлекаться разведением скаковых лошадей, а в 2005 году он с семьёй покинул Великобританию и поселился в Дубае (ОАЭ), хотя довольно часто посещал эту страну уже на протяжении 12 лет. Причинами смены жительства явились — с одной стороны, повышение налогов в Британии, с другой — лучший климат и меньший уровень преступности в Дубае. Эбдон, который прожил 16 лет в браке с Деборой, расстался с ней в 2009 году по взаимному согласию. Вскоре после развода он переехал из Дубая в Будапешт (где и проживает сейчас), а в августе 2010 во второй раз женился.
Не прекращая выступлений, Питер Эбдон некоторое время занимался административной деятельностью в WPBSA, а также помогал молодым и перспективным снукеристам (особенно из Китая) развивать их игру. В частности, он помогал юному Дин Цзюньхуэю раскрывать его потенциал.
Хотя в настоящее время Питер Эбдон не имеет тренера, он признаётся, что в своё время многому научился у знаменитого Стива Дэвиса. Ранее Эбдон работал с бельгийским специалистом Крисом Генри. Менеджером англичанина является Кит Уоррен, который помимо этого работает директором известной академии снукера в Шеффилде. Питер тренируется в клубе «Wellingborough Snooker Centre» и часто навещает Шеффилдскую академию.
В 2009 году Питер подписал спонсорский контракт с компанией 110sport. И сам игрок, и представители этой компании остались довольны сделкой. Эбдон, в частности, сказал: «Мне предложили контракт ещё перед началом прошлого сезона, но из-за неопределённости в личной жизни мне было не до того. Я рад, что моими делами будет заниматься команда 110sport. Они профессионалы своего дела и я очень надеюсь на сотрудничество с ними». А 12 апреля 2010 года Эбдон дал большое интервью в прямом эфире радио «Sheffield Live».

### Юниорская и любительская карьера
В своё время Питер был одним из лучших юниоров Англии — в возрасте шестнадцати лет он выиграл любительский турнир National Handicap. В последующие несколько сезонов Эбдон только укреплял свои позиции на любительской арене. Он регулярно побеждал на различных соревнованиях серии Рro-Аm (профессионально-любительские). Самым крупным турниром, который покорился талантливому англичанину, был престижный Pontins Open — там в 1989 году Питер обыграл своего будущего соперника по мэйн-туру Кена Доэрти. В том же сезоне он выиграл ещё одно соревнование — Rothmans Amateur championship (за это достижение он получил 7500 фунтов стерлингов). Следующим большим успехом для Эбдона стала победа на чемпионате мира среди игроков младше 21 года (турнир проходил в Австралии). Он продолжал побеждать в сезоне 1990/91 и, в конце концов, был приглашён в мэйн-тур.

### Профессиональная карьера (1991 — 2020)

#### Дебют
Питер Эбдон стал профессионалом, когда ему было 23. В дебютном сезоне он сумел квалифицироваться на Гран-при и чемпионат мира. На Гран-при он на круговом этапе выиграл все свои матчи и даже был близок к максимальному брейку. Эбдон выбыл из турнира в 1/8 финала, что, впрочем, не помешало ему попасть в восьмёрку сильнейших на мировом первенстве. Там он в первом раунде нанёс крупное поражение шестикратному чемпиону турнира Стиву Дэвису со счётом 10:4. Более того, он добрался до четвертьфинала, уступив лишь Терри Гриффитсу — 7:13. По итогам того сезона он стал 47-м в рейтинге, и организация снукера WPBSA признала англичанина лучшим молодым игроком года.

#### Сезон 1992/1993
В сезоне 1992/93 лучшими достижениями Питера Эбдона стали несколько участий в 1/8 финала на различных соревнованиях, а на чемпионате мира он в 1/16-й проиграл Стиву Дэвису со счётом 3:10. Несмотря на скромные результаты, Эбдон порадовал публику сериями в 147 на чемпионате Великобритании и Strachan Open. Кроме того, он установил рекорд по количеству сенчури в матче до пяти побед — 4. А в рейтинге англичанин поднялся до 21 места — это было отличное достижение, поскольку мало кто кроме самого англичанина смог за два стартовых сезона попасть в Топ-32.

#### Сезон 1993/1994
Свою первую победу на рейтинговом турнире Эбдон оформил в следующем же сезоне. Он выиграл Гран-при, обыграв в финале Кена Доэрти со счётом 9:6. Также ему удалось выйти в полуфинал Dubai Classic и четвертьфиналы Мастерс и Welsh Open. Однако на чемпионате мира Питер выступил неудачно: в первом же раунде он проиграл тайцу Джеймсу Уоттане, 6:10. По итогам того сезона Эбдон впервые попал в шестнадцать сильнейших — он стал десятым.

#### Сезон 1994/1995
Питер начал сезон 1994/95 с финала в Дубае. Интересно, что на пути к этому достижению он выиграл у таких сильных игроков, как Деннис Тейлор и Ронни О’Салливан. Но в решающей встрече Алан Макманус победил Эбдона. Финальный счёт был 9:6 не в пользу англичанина. На Гран-при Питер не сумел защитить свой титул, неожиданно проиграв в 1/8-й малоизвестному Джимми Мики. Зато он вышел в 1/2 на чемпионате Британии, и там только в решающей партии уступил Стивену Хендри — 8:9. На Мастерс Эбдон также вышел в полуфинал, однако, в долгом и тяжёлом противостоянии уступил Ронни О’Салливану со счётом 4:6. На открытом чемпионате Уэльса он вновь остановился в шаге от финала, по пути в третий раз за сезон выиграв у Денниса Тейлора. Немного неудачно Эбдон выступил на следующем турнире — International Open. Там Питер дошёл всего лишь до 1/8 финала и проиграл Стиву Дэвису. Сам Дэвис после матча отметил, что Питер очень силён и в ближайшем будущем может стать чемпионом мира. Далее, в Таиланде Эбдон победил Джона Хиггинса, 5:2, и с таким же счётом выиграл у Кена Доэрти, но в четвертьфинале уступил О’Салливану — 1:5. А в марте Эбдон записал на свой счёт нерейтинговый Irish Masters, победив в финале Стивена Хендри со счётом 9:8. На British Open он без труда прошёл первые два круга, однако затем проиграл Джеймсу Уоттане, 3:5. И, наконец, на чемпионате мира англичанин попал в восьмёрку сильнейших. Несмотря на то, что этот сезон Эбдон провёл достаточно стабильно, он так и остался на десятой строчке в мировой табели о рангах.

#### Сезон 1995/1996
В сезоне 1995/96 англичанин показал едва ли не лучшую игру — он шесть раз выходил в финалы различных соревнований и два из них (Pontins Professional и Malta Grand Prix) выиграл. На нерейтинговом турнире на Мальте (местный Гран-при) в финале он сломил сопротивление Хиггинса — 7:4. В остальных встречах он играл преимущественно с Хендри (три финала) и всякий раз проигрывал ему. Не был исключением и чемпионат мира: на нём Эбдон в финальном матче уступил шотландцу со счётом 12:18, хотя вначале лидировал 3:1 и 4:2. По итогам того сезона Эбдон занял рекордное для себя 3-е место.

#### Сезон 1996/1997
В сезоне 1996/97 англичанин продолжил свою победную серию, однако уже не столь удачно. Он выиграл ещё два турнира: Scottish Masters и Thailand Open, но вместе с тем в трёх подряд соревнованиях Питер не смог пробиться дальше первого круга, а на первенстве мира экс-финалист уже в 1/16-й проиграл голландцу Стефану Мазроцису, 3:10. Однако, благодаря двум полуфиналам и четвертьфиналам других турниров, Эбдон занял вполне приемлемую пятую позицию в рейтинге.

#### Сезон 1997/1998
На стартовом турнире — Гран-при — Питер вновь оступился на первом этапе. На этот раз его соперником был Джонатан Бёрч, и он выиграл у Эбдона со счётом 5:3. На чемпионате Великобритании Эбдон достиг третьего раунда и уступил Джейсону Принсу, 5:9. Он также попал в полуфинал Welsh Open и в четвертьфиналы чемпионате мира и Thailand Open. Но если на ЧМ Питер в борьбе уступил Марку Уильямсу — 11:13, то в Таиланде он «под ноль» проиграл Джону Пэрроту. В мировом рейтинге он опустился ещё на два пункта и стал седьмым. Возможно, эти относительные неудачи были связаны с тем, что у Эбдона появилась семья и новое увлечение — разведение скаковых лошадей.

#### Сезон 1998/1999
В 1998 году Эбдон всё же вышел в 1/4 финала на Гран-при, но проиграл молодому и талантливому игроку из Гонконга — Марко Фу, 3:5. А затем, на протяжении практически всего оставшегося сезона англичанин ни разу не сумел попасть даже в четвертьфинал. Единственным исключением стал British Open — там Эбдон в 1/4-й уступил ирландцу Фергалу О’Брайану со счётом 4:5. На мировом первенстве Питера уже в первом круге обыграл Мэттью Стивенс. В итоге за эти полтора года он не добился больших побед, отчего и откатился до 13-го места в мировом рейтинге снукеристов.

#### Сезон 1999/2000
Дела у Эбдона поправились в следующем сезоне, когда он достиг финала British Open. Тогда его соперником был Стивен Хендри. Питер отлично начал матч, поведя в счёте 3:0, однако не сумел удержать такое преимущество и проиграл с общим счётом 5:9. В Кардиффе, на местном турнире англичанин дошёл до полуфинала, но в борьбе за финал уступил Хиггинсу, 4:6. На всех остальных соревнованиях, включая чемпионат мира, он выбывал на ранних стадиях. Тем не менее, по итогам этого сезона Эбдон всё-таки поднялся на одно место и стал двенадцатым в мировой табели о рангах.

#### Сезон 2000/2001
В сезоне 2000/01 Питер Эбдон завоевал титул чемпиона British Open, выиграв в финале у Джимми Уайта со счётом 9:6. Он также победил на турнире Scottish Open — тогда в финале Питер выиграл у Доэрти. Однако на большинстве других рейтинговых соревнований англичанин добирался максимум до 1/8 финала. Лишь на Irish Masters он дошёл до 1/2-й, а на чемпионате мира до четвертьфинала. Среди нерейтинговых турниров можно было выделить 1/4 финала на Мастерс и 1/2 на Champions Cup. В рейтинге Эбдон почти вдвое улучшил свою позицию — он стал седьмым.

#### Сезон 2001/2002
На Scottish Masters 2001 Питер в самом первом раунде был побеждён Марко Фу со счётом 2:5. Он попал в восьмёрку сильнейших на следующем турнире — British Open. Первые два круга Эбдон преодолел в упорной борьбе, но затем проиграл Марку Кингу 0:5. Затем Эбдон стал финалистом LG Cup, уступив в финале Стивену Ли 4:9. На European Open Питер снова оступился в первом матче, но зато он сумел дойти до четвертьфинала на чемпионате Великобритании, лишь в решающем фрейме проиграв Ронни О’Салливану. Ещё один четвертьфинал стал неудачным для него на Мастерс: там Питер, также в решающей партии, всё-таки пропустил вперёд будущего победителя турнира Пола Хантера. Точно с таким же результатом он завершил своё выступление и на Welsh Open: и здесь англичанин снова уступил Хантеру. Затем он вышел в финал пригласительного турнира Irish Masters, но был побеждён Хиггинсом, 3:10. А на китайском турнире Эбдон уже в 1/16 не смог справиться с австралийцем Квинтеном Ханном, и проиграл тому со счётом 3:5.
На заключительном соревновании сезона Питер Эбдон всё-таки добился своей мечты. В финальном матче чемпионата мира он встретился со Стивеном Хендри и в долгом, изнуряющем поединке взял верх над шотландцем — 18:17. До последнего удара было неясно, кто заберёт себе титул, ведь и Питер, и Стивен сильно нервничали, но финальная серия Эбдона в 59 очков стала решающей в матче. Питер сделал то, что ему ещё в 1995 году предрекал Стив Дэвис — стал чемпионом мира. После этого триумфа он во второй раз за карьеру занял третье место в официальном рейтинге. Кроме того, Эбдон был признан лучшим игроком года по версии WPBSA.

#### Сезон 2002/2003
Сезон 2002/03 Питер провёл не так хорошо, как предыдущий, о чём свидетельствуют его результаты. Он достиг полуфиналов на чемпионате Великобритании и European Open, а также двух четвертьфиналов других турниров, но не смог защитить титул чемпиона мира, проиграв в 1/4-й Хантеру, и опустился до седьмой строчки в рейтинге.

#### Сезон 2003/2004
В следующие полтора года спад игры Эбдона продолжился, но многочисленные неудачи ему удалось восполнить победой на Irish Masters — тогда Питер обыграл Марка Кинга со счётом 10:7, и полуфиналом на Player’s Championship. На мировом первенстве англичанин показал не самую лучшую игру, в первом раунде уступив Иану Маккалоху 8:10. По результатам сезона 2003/04 Эбдон оказался 8-м номером.

#### Сезон 2004/2005
В 2004 году англичанин вышел в 1/8 Гран-при и чемпионата Великобритании, а чуть позже стал полуфиналистом на Уэмбли. На Welsh Open-2005 Эбдон вначале выиграл у Джо Пэрри и Дэвида Грэя, однако в 1/4 неожиданно уступил Барри Хокинсу. В Портомасо, на Кубке Мальты, Питер снова остановился на стадии 1/8 финала. На последующих же двух соревнованиях он вообще не прошёл стартовые матчи. На заключительном турнире сезона, чемпионате мира, он в 1/16 обыграл Квинтена Ханна — 10:2, а затем победил Стивена Ли со счётом 13:9. В 1/4-й Питер столкнулся с действующим чемпионом О’Салливаном, и выдал один из лучших своих матчей. После десяти фреймов счёт был 8:2 в пользу Ронни О’Салливана, но Эбдон не потерял нить игры и начал медленно отыгрываться. Настолько медленно, что буквально раздражал Ронни. Нервозное состояние соперника было на руку Эбдону, и он решил применять свой крайне неспешный стиль игры до победы. В конце концов, матч был завершён далеко за полночь, и Эбдон выиграл со счётом 13:11. В полуфинале его ждал игрок из квалификации — Шон Мёрфи. Мёрфи на протяжении всего турнира демонстрировал непривычно сильную для «квалифая» игру, и выиграл у Питера со счётом 17:12, а впоследствии и стал чемпионом мира. После этого сезона Эбдон так и остался седьмым.

#### Сезон 2005/2006
В 2005 году Питер вместе со своей семьёй (женой Деборой и четырьмя детьми) переехал в Дубай. Этот переезд, впрочем, не помешал продолжению его карьеры: Эбдон по-прежнему выступал на различных соревнованиях. На новом турнире — Трофей Северной Ирландии — он в дебютном матче всухую проиграл Алану Макманусу. На двух последующих соревнованиях Эбдон достигал стадии 1/8 финала, а далее, на турнирах в Китае и Мальте он не сумел даже преодолеть первый круг. Немногим лучше дела обстояли и в Уэльсе: там Питер остановился на стадии шестнадцати сильнейших. Более того, дважды Эбдон проигрывал своим соперникам «под ноль».
Зато на чемпионате мира Питер в третий раз вышел в финал, по пути победив действующего победителя первенства чемпиона Мёрфи. Особо стоит выделить полуфинальный матч Эбдона против Фу — Питер вёл 15:9, но в итоге выиграл лишь со счётом 17:16, и в прямом смысле со слезами на глазах принимал поздравления. Это был очень трудный в психологическом плане матч, и поэтому неудивительно, что в финале он не смог выиграть у Грэма Дотта. Хотя Питеру удалось затянуть игру всевозможными отыгрышами, кубок чемпиона в конце концов достался Грэму. 18:14 — с таким счётом завершился финал. А по итогам сезона англичанин стал шестым.

#### Сезон 2006/2007
Сезон 2006/07 Питер начал не очень удачно: уже на первом рейтинговом турнире он проиграл в 1/16 финала Доминику Дэйлу, 3:5. На Гран-при, который с недавнего времени стал проводиться в Абердине, Эбдон даже не смог выйти из своей подгруппы, которая казалась довольно лёгкой по составу. Но уже на следующем соревновании, чемпионате Великобритании, Питер показал непривычный для себя атакующий снукер и в итоге выиграл турнир. В финале он победил Стивена Хендри, и этот титул стал десятым в его профессиональной карьере. Эбдону чуть-чуть не хватило, чтобы попасть в финал и на следующем соревновании — Кубке Мальты: в 1/2-й он уступил валлийцу Райану Дэю — 3:6.
На открытых чемпионатах Уэльса и Китая Эбдон в первом круге проигрывал Дэйву Харольду и Джо Свэйлу соответственно. На чемпионате мира в Шеффилде Питер Эбдон сперва выиграл у Найджела Бонда, 10:7, однако затем отдал победу Марку Селби, 8:13. Счёт встречи не отражал хода игры, поскольку на протяжении всего матча шла равная и упорная борьба, а в последнем фрейме Питер подошёл к столу уже при необходимых четырёх снукерах. Тем не менее, Селби прошёл дальше, а Эбдон по результатам сезона стал седьмым.

#### Сезон 2007/2008
В сезоне 2007/08 англичанин выбыл на стартовом Шанхай Мастерс в первом раунде, проиграв Дэйву Хэрольду, 3:5. На Гран-при Эбдон провёл на высоком уровне все пять матчей в отборочной группе, выиграв все из них. Он едва не повторил максимальный брейк Тома Форда в 1/8 финала, но ошибся на простом розовом при счёте 134. В четвертьфинале он играл с Мёрфи и в долгом матче всё же уступил ему, 3:5. На Northern Ireland Trophy ситуация повторилась: Эбдон снова проиграл с таким же счётом, на таком же этапе и тому же сопернику.
На чемпионате Британии в 1/16 финала Питер уступил Маккалоху со счётом 8:9, потеряв шансы на защиту своего прошлогоднего титула уже в первом матче. Не сумел он далеко пройти и на Мастерс — там Эбдон, сперва выиграв у Райана Дэя 6:4, в четвертьфинале проиграл Стивену Ли — 1:6. А на последующих двух турнирах он и вовсе выбыл в первом раунде. На China Open Питер дошёл до 1/8 финала, но затем уступил Марку Уильямсу со счётом 2:5.
Чемпионат мира Эбдон начал со встречи с молодым Джейми Коупом, которого он чуть ранее победил в Китае. На этот раз Эбдон также выиграл у него — 10:9. Затем англичанин сыграл с Марком Кингом и выиграл и у него, 13:9, хотя этому результату во многом поспособствовал сам Кинг — он сильно нервничал. В 1/4-й Эбдон уступил Алистеру Картеру 9:13, а Картер по ходу матча сделал максимальный брейк. По итогам этого сезона Эбдон опустился на три строчки и занял 9-е место в официальном рейтинге.

#### Сезон 2008/2009
В сезоне 2008/09 Эбдон не показал значительных результатов, хотя и выиграл China Open. На чемпионате мира он проиграл в 1/16-й Найджелу Бонду — 5:10. В мировом рейтинге Питер опустился сразу на пять строчек, и занял худшее за последние пятнадцать лет место — 14-е. На Northern Ireland Trophy 2008 Эбдон в первом круге проиграл Ляну Вэньбо из Китая 0:5. Его заподозрили в сдаче матча, однако комиссия по расследованию этого дела и организация WPBSA, членом правления которой в то время являлся и сам Питер, не вынесла никакого решения по поводу этого дела, объяснив это тем, что обнаруженных доказательств недостаточно и они не превышают рамки «разумного сомнения».

#### Сезон 2009/2010
В сезоне 2009/10 Эбдон в целом повторил свои достижения недавнего прошлого — ни на одном турнире он не дошёл даже до полуфинала. На Гран-при и Мастерс он достиг четвертьфинала, на чемпионате Британии 1/8-й, а в Шанхае и Ньюпорте не прошёл первый круг.
На China Open 2010 Питер, защищавший свой прошлогодний титул, дошёл до четвертьфинала, проиграв в матче за выход в 1/2 Дин Цзюньхуэю — 2:5.
Завершая сезон, на чемпионате мира Эбдон в прогнозируемо самом напряжённом матче первого раунда уступил будущему финалисту Грэму Дотту со счётом 5:10 и, как результат, оказался за чертой топ-16. Таким образом, часть турниров следующего сезона Питер был вынужден начинать с квалификации.

#### Сезон 2010/2011

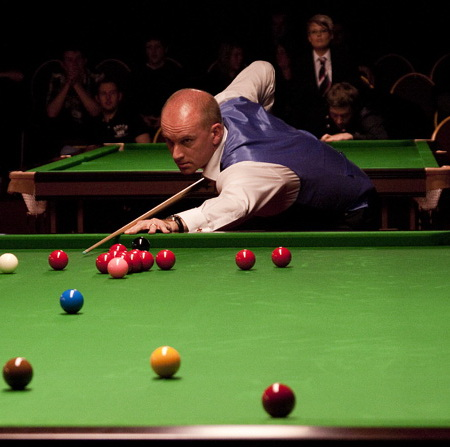
Peter Ebdon, 2010

На новой мини-рейтинговой серии турниров Players Tour Championship Эбдон показал низкие результаты, ни разу не пройдя даже в четвертьфинал; в аналогичной «европейской» части серии его лучшим результатом стал выход в восьмёрку сильнейших. На Шанхай Мастерс 2010 он проиграл в 1/8-й, хотя до этого победил действующего чемпиона мира, Нила Робертсона. В Глазго Питер дошёл до полуфинала, проиграв О’Салливану 1:3, но вернулся в топ-16 (№ 13) по итогам первого пересчёта рейтинга.
В ноябре 2010 года Питер, которому к тому времени было 40 лет, принял участие в чемпионате мира среди ветеранов, но проиграл в первом раунде. На рейтинговом чемпионате Британии он также уступил в стартовом матче. На Мастерс 2011 Питер, как и в прошлом году, вышел в четвертьфинал, но затем снова проиграл, причём со счётом 0:6.
В остальных турнирах сезона лучшим результатом Эбдона стал четвертьфинал China Open (в матче за выход в полуфинал он уступил Джадду Трампу). На чемпионате мира Питер в третий раз подряд потерпел поражение в стартовом матче — на этот раз от Стюарта Бинэма, 8:10. По итогам сезона он занял 13-е место в рейтинге.

#### Сезон 2011/2012
Сезон 2011/2012 Питер начал неудачно. Он проиграл в первых раундах Australian Goldfields Open и Shanghai Masters. После этих двух турниров он вылетел из топ-16. Также он не смог пробиться в 1-й раунд UK Championship проиграв в отборочном раунде Роберту Милкинсу 3-6. На соревнованиях German Masters и Welsh Open он проходил отбор, но проигрывал в 1-м раунде. Он очень плохо выступил на соревнованиях PTC, где выиграл только 4 матча за все 12 турниров. В марте он занимал всего 28-е место в рейтинге.
Однако на China Open в квалификации он выиграл у Ляна Вэньбо, в первом раунде одержал победу над Мэттью Стивенсом 5-3. Потом, проигрывая Хиггинсу 1-3 он сделал камбэк, выиграв 5-4. в 1/4 финала он выиграл у Нила Робертсона 5-3 и у местного игрока Дина Цзюньхуэя 6-3. в финале он играл со Стивеном Магуером. Первую сессию Эбдон выиграл 5-1. Эта сессия была сокращена на 3 фрейма из-за очень долгой игры. Вторая сессия была очень утомительной. Магуайр выиграл 7 следующих фреймов из 10 и счёт стал 8-8. Однако, несмотря на то, что в Китае уже началась ночь, игроки продолжали играть. В решающем фрейме Эбдон смог выиграть и одержать первую победу в сезоне. В последнем турнире, на Чемпионате мира в квалификации Эбдон уверенно выиграл у Элфи Бёрдена 10-0, однако в первом раунде он проиграл будущему чемпиону мира Ронни О’Салливану. По итогам сезона он занял 20-е место в рейтинге.

#### Завершение профессиональной карьеры
В 2015 году Эбдон был признан банкротом и потерял приблизительно 3,5 миллиона фунтов, которые заработал за время своей карьеры.
В апреле 2020 года Эбдон объявил об уходе из профессионального спорта из-за хронической травмы шеи.  Завершил карьеру находясь на 55 месте в рейтинге, свой последний матч провел 20 декабря 2019 года в рамках квалификации к турниру Германия Мастерс.

### Интересы и увлечения вне снукера
Эбдон увлекается психологией, любит слушать классическую музыку и играть на пианино. В числе других его интересов — разведение скаковых лошадей, плавание (по словам Эбдона, он проплывает милю в день и любит совершать пробежки по Дубаю для поддержания своей игровой формы), игра в гольф и пение. Эбдон записал два сингла, один из них — кавер-версия песни Дэвида Кэссиди «Я клоун» (1996 год). Эбдон говорит, что является приверженцем идей книги известного психолога Наполеона Хилла «Думай и богатей».
Эбдон заявлял, что главной целью его жизни является самосовершенствование, причём не столько игровое, сколько духовное. Он говорит, что всегда старается ставить себе определённую цель, потому что без этого прожить сложно. Эбдон часто слушает выступления ещё одного американского психолога, Зига Зиглара, чтобы «начать день на позитивной ноте».
По признанию самого Эбдона, лучшее событие в его личной жизни — рождение детей, а в спортивной карьере — победа на чемпионате мира 2002 года. Своим худшим выступлением на профессиональных турнирах он считает начало финального матча мирового первенства 2006 года против Грэма Дотта.
В числе своих любимых фильмов Питер Эбдон называет «Побег из Шоушенка» и «Король-лев»; любимый актёр — Роберт Де Ниро. Заявляет, что является поклонником группы Queen, а его любимая песня — «Come What May». Предпочитает итальянскую кухню и любит красное вино. Отдых проводит в Дубае, а в Великобритании его любимым местом является местечко Рашден, неподалёку от родного Кеттеринга. Что касается снукерных арен, то, больше всего ему нравится Театр Крусибл — место проведения чемпионата мира. По словам Эбдона, его любимыми спортсменами являются Пола Рэдклифф и Джо Кальзаге.

## Отношения с прессой
Питер Эбдон сравнительно часто даёт интервью и регулярно посещает послематчевые пресс-конференции, причём за всю карьеру Питера не было замечено ни одного крупного конфликта с журналистами. Лишь в 2002 году, когда проходило голосование за снятие полномочий с действующего руководства World Snooker, он высказался за сохранение прежнего состава организации, а затем, когда его предположение подтвердилось, Эбдон выступил с откровенной критикой в адрес некоторых СМИ за публикации ложных сведений. В частности, он заявил: «Прежде всего, я должен сказать, что в прессе было много чепухи. Множество односторонних статей. Возникает вопрос: кому это выгодно? Кто-то зарабатывает на этом мусоре и чепухе».
В одном из своих недавних интервью по поводу «подозрительного» поражения от Ляна Вэньбо в 2008 году он также довольно резко высказался об одном из журналистов:

Всей ситуации (то есть, расследованию) точно не пошли на пользу действия одного очень усердного журналиста, приложившего огромные усилия, чтобы нарыть материал, и перешедшего все возможные границы в своих попытках заставить поверить в это дело против меня. Дела на самом деле не было — и это было доказано. Все это пошло только во вред снукеру.

Питер Эбдон, как профессиональный снукерист и бывший член совета директоров WPBSA, часто даёт свою оценку происходящему в игре. В 2009 году он заявил, что расстроен тем, как тогда ещё действующего главу организации Родни Уокера сняли с его должности. А весной 2010 года, перед тем, как состоялось голосование за дальнейшие планы развития снукера, Эбдон высказался категорически против плана Барри Хирна:

Барри Хирн активно взялся за работу. Он хочет организовать однофреймовый турнир и турнир с матчами до трёх побед. Это что-то новое, но, как игроку, мне кажется, что это полный вздор, мы могли бы играть в орлянку.

Питер Эбдон однажды сказал, что из-за своей должности в ассоциации World Snooker он получает немало критики со стороны массмедиа, хотя сам он работает там только ради своей любви к игре и желания продвигать её вперёд:

Я работаю в WPBSA именно для того, чтобы дать что-то игре. Я люблю снукер и забочусь о его будущем. В принципе, неблагодарное это дело — работать в руководстве снукера. Все время я слышу слова критики от других игроков и СМИ, но я очень хочу, чтобы каждый обратил внимание на эту проблему, и мы все смогли бы быть частью этого большого и важного процесса.

## Стиль игры
В начале профессиональной карьеры Эбдон играл в атакующий снукер, но затем резко поменял стиль, уделив значительное внимание тактической и оборонительной игре. С 2006 года Питер снова изменил свой стиль игры, и теперь применяет как рискованную атаку, так и отыгрыши. Эбдон имеет очень стойкий характер, и благодаря этому выигрывал много «безнадёжных» матчей. Яркий пример характера и стиля игры Питера — матч с О’Салливаном на чемпионате мира 2005 года. Тогда он, проигрывая 2:8 и 6:10, всё же выиграл матч со счётом 13:11. После матча Ронни выразил своё недовольство тем, как Эбдон добыл эту победу, назвав игру в его исполнении «антиснукером». В частности, в одном из фреймов Питер потратил на серию в 12 очков целых 5 минут. Газета The Times назвала такую игру «мошенничеством», за что позже Эбдон подал иск на представителей издания, но компенсации не добился.
Несмотря на то, что Питер считается одним из самых сдержанных снукеристов, несколько раз он очень ярко проявлял свои эмоции. Например, на чемпионате мира 2001 года, после игры со Стивеном Ли в 1/8 финала Питер издал громкий победный клич, а после победы над Марко Фу в полуфинале ЧМ-2006 он плакал от радости; в первом матче чемпионата мира 2008 года во время решающего фрейма Эбдон после неудачного удара лёг на пол и пролежал так довольно продолжительное время.
Поскольку Питер Эбдон страдает лёгкой формой дальтонизма, он не может чётко отличить красный шар от коричневого, и поэтому иногда обращается за помощью к рефери. Однажды произошёл казус: Эбдон отправил в лузу коричневый, хотя думал, что забил красный. За это он был оштрафован на стандартные 4 очка.
Питер Эбдон играет правой рукой.

## Достижения в карьере
За свою профессиональную карьеру Питер Эбдон один раз выиграл главный турнир в снукере — чемпионат мира (2002 год). Также он был победителем на таких важных соревнованиях, как чемпионат Великобритании (2006) и Гран-при (1993). Единственный крупный и престижный турнир, который пока не покорился ему — Мастерс. Лучшими выступлениями Эбдона на Мастерс остаются полуфиналы 1995 и 2005 годов. На протяжении 16 лет подряд (с 1994 по 2010, с маленьким перерывом в 2010) он входит в Топ-16, что является показателем его стабильно высоких результатов.
Питеру принадлежит множество других примечательных достижений — он стал всего лишь вторым снукеристом в истории, который сделал два максимальных брейка в рамках профессиональных турниров; ему первому удалось сделать 4 сенчури-брейка в матче до 5 побед (6 сентября 1992 года, квалификация на European Open). Питер является одним из девяти игроков, побеждавших и на чемпионате мира, и на чемпионате Великобритании (первом и втором по значимости турнирам соответственно). По общему количеству побед на рейтинговых соревнованиях он на 8 месте, а по количеству сенчури — на 6-м (за всю историю игры). За свою профессиональную карьеру Эбдон заработал уже более 3 миллионов фунтов стерлингов призовых.

### Награды
- Лучший новичок года по версии WPBSA — 1992
- Лучший игрок года по версии WPBSA — 2002

### Профессиональные турниры

#### Рейтинговые турниры
| Легенда                          |
| Чемпионат мира (1-2)             |
| Чемпионат Великобритании (1-1)   |
| Другие рейтинговые турниры (7-4) |

| Результат  | №  | Год  | Турнир                   | Соперник в финале | Счёт  |
| Победитель | 1. | 1993 | Гран-при                 | Кен Доэрти        | 9:6   |
| Финалист   | 1. | 1994 | Dubai Classic            | Алан Макманус     | 6:9   |
| Финалист   | 2. | 1995 | Чемпионат Великобритании | Стивен Хендри     | 3:10  |
| Финалист   | 3. | 1996 | European Open            | Джон Пэррот       | 7:9   |
| Финалист   | 4. | 1996 | Чемпионат мира           | Стивен Хендри     | 12:18 |
| Победитель | 2. | 1997 | Thailand Open            | Найджел Бонд      | 9:7   |
| Финалист   | 5. | 1999 | British Open             | Стивен Хендри     | 5:9   |
| Победитель | 3. | 2000 | British Open             | Джимми Уайт       | 9:6   |
| Победитель | 4. | 2001 | Scottish Open            | Кен Доэрти        | 9:7   |
| Финалист   | 6. | 2001 | LG Cup                   | Стивен Ли         | 4:9   |
| Победитель | 5. | 2002 | Чемпионат мира           | Стивен Хендри     | 18:17 |
| Победитель | 6. | 2004 | Irish Masters            | Марк Кинг         | 10:7  |
| Финалист   | 7. | 2006 | Чемпионат мира           | Грэм Дотт         | 14:18 |
| Победитель | 7. | 2006 | Чемпионат Великобритании | Стивен Хендри     | 10:6  |
| Победитель | 8. | 2009 | China Open               | Джон Хиггинс      | 10:8  |
| Победитель | 9. | 2012 | China Open               | Стивен Магуайр    | 10:9  |

#### Нерейтинговые турниры
| Результат  | №  | Год  | Турнир               | Соперник в финале | Счёт |
| Победитель | 1. | 1995 | Irish Masters        | Стивен Хендри     | 9:8  |
| Победитель | 2. | 1995 | Pontins Professional | Кен Доэрти        | 9:8  |
| Финалист   | 1. | 2002 | Irish Masters        | Джон Хиггинс      | 3:10 |
| Победитель | 3. | 1995 | Гран-при Мальты      | Джон Хиггинс      | 7:4  |
| Победитель | 4. | 1996 | Scottish Masters     | Алан Макманус     | 9:6  |

### Юниорские и любительские турниры
- IBSF World Under-21 Championship победитель — 1990
- Rothmans Amateur Championship чемпион — 1990
- Pontins Open чемпион — 1989

### Статистика выступлений
Ниже представлена статистика выступлений Питера Эбдона в финальных стадиях трёх основных турниров сезона — чемпионате мира, чемпионате Великобритании и Мастерс.
| Легенда | Легенда                     | Легенда | Легенда          |
| ------- | --------------------------- | ------- | ---------------- |
| —       | не играл в финальной стадии | #Р      | выбыл в # раунде |
| 1/4     | четвертьфинал               | 1/2     | полуфинал        |
| Ф       | финалист                    | П       | победитель       |

| Годы    | 1991 | 1992 | 1993 | 1994 | 1995 | 1996 | 1997 | 1998 | 1999 | 2000 | 2001 | 2002 | 2003 | 2004 | 2005 | 2006 | 2007 | 2008 | 2009 | 2010 | 2011 | 2012 |  |
| ------- | ---- | ---- | ---- | ---- | ---- | ---- | ---- | ---- | ---- | ---- | ---- | ---- | ---- | ---- | ---- | ---- | ---- | ---- | ---- | ---- | ---- | ---- |  |
| ЧМ      |      | 1/4  | 1Р   | 1Р   | 1/4  | Ф    | 1Р   | 1/4  | 1Р   | 1Р   | 1/4  | П    | 1/4  | 1Р   | 1/2  | Ф    | 2Р   | 1/4  | 1Р   | 1Р   | 1Р   |      |  |
| ЧВ      | —    | —    | —    | 1/2  | Ф    | 1Р   | 2Р   | 1Р   | 1Р   | 2Р   | 1/4  | 1/2  | 2Р   | 2Р   | 2Р   | П    | 1Р   | 2Р   | 2Р   | 1Р   | —    |      |  |
| Мастерс |      | —    | —    | 1/4  | 1/2  | 1Р   | 1/4  | 1Р   | 1Р   | 1Р   | 1/4  | 1/4  | 1Р   | 1/4  | 1/2  | 1/4  | 1Р   | 1/4  | 1Р   | 1/4  | 1/4  | —    |  |

## Места в мировом рейтинге
| Сезон                 | Место | Разница |
| --------------------- | ----- | ------- |
| 1991/92               | Дебют | Дебют   |
| 1992/93               | 47    | —       |
| 1993/94               | 21    | ↑ 26    |
| 1994/95               | 10    | ↑ 11    |
| 1995/96               | 10    | → 0     |
| 1996/97               | 3     | ↑ 7     |
| 1997/98               | 5     | ↓ 2     |
| 1998/99               | 7     | ↓ 2     |
| 1999/00               | 13    | ↓ 6     |
| 2000/01               | 12    | ↑ 1     |
| 2001/02               | 7     | ↑ 5     |
| 2002/03               | 3     | ↑ 4     |
| 2003/04               | 7     | ↓ 4     |
| 2004/05               | 8     | ↓ 1     |
| 2005/06               | 7     | ↑ 1     |
| 2006/07               | 7     | → 0     |
| 2007/08               | 6     | ↑ 1     |
| 2008/09               | 9     | ↓ 3     |
| 2009/10               | 14    | ↓ 5     |
| 2010/11               | 18    | ↓ 4     |
| 2010/11. 1-й пересчёт | 13    | ↑ 5     |
| 2010/11. 2-й пересчёт | 12    | ↑ 1     |
| 2010/11. 3-й пересчёт | 12    | → 0     |
| 2011/12               | 13    | ↓ 1     |
| 2011/12. 1-й пересчёт | 19    | ↓ 6     |
| 2011/12. 2-й пересчёт | 29    | ↓ 10    |
| 2011/12. 3-й пересчёт | 26    | ↑ 3     |